# 周圆管球虫
周圆管球虫（学名：Siphonosphaera pericyclis）为胶球虫科管球虫属的动物。在中国，分布于南海等海域。